# اسلاونکا دراکولیچ
اسلاونکا دراکولیچ (انگلیسی: Slavenka Drakulić؛ زادهٔ ۴ ژوئیهٔ ۱۹۴۹) یک روزنامه‌نگار، فمینیست و پدیدآور اهل کرواسی است.

## زندگی
دراکولیچ در ۴ ژوئیه ۱۹۴۹ در رییکا کرواسی به دنیا آمد. در دانشگاه زاگرب در رشته ادبیات تطبیقی و جامعه‌شناسی تحصیل کرد. از سال ۱۹۸۲ تا ۱۹۹۲ با دوهفته نامه استارت و هفته نامه باناس هر دو چاپ زاگرب همکاری کرد. در اوایل دهه ۹۰ کرواسی را به دلیل مسائل سیاسی ترک کرد و رهسپار سوئد شد. آثار و مقالات او در بسیاری از نشریات اروپایی و بین‌المللی مانند لا استامپا، فرانکفورتر آلگماینه زایتونگ، نیشن، یوروزین چاپ شده‌است. وی در استکهلم و زاگرب زندگی می‌کند.

### رمان
- هولوگرام‌های هراس (۱۹۹۲)
- پوست شیشه‌ای (۱۹۹۳)
- طعم مرد (۱۹۹۷)
- اس، یک رمان دربارهٔ بالکان (انگار آن‌جا نیستم) (۱۹۹۹)
- تختخواب فریدا (۲۰۰۸)

### غیر داستانی
- کمونیسم رفت، ما ماندیم و حتی خندیدیم (۱۹۹۱)
- کافه اروپا (۱۹۹۶)
- دیدار دوباره در کافه اروپا
- بالکان اکسپرس
- راهنمای بازدید از موزه‌ی کمونیسم(گشتی در موزه‌ی کمونیسم)
- آزارشان به مورچه هم نمی‌رسد (۲۰۰۴)

## آثار ترجمه شده به فارسی
- کافه اروپا. اسلاونکا دراکولیچ. ترجمهٔ نازنین دیهیمی. تهران: نشر گمان، ۱۳۹۴. شابک ۹۷۸-۶۰۰-۷۲۸۹-۰۶-۸
- «کمونیست رفت، ما ماندیم و حتی خندیدیم». اسلاونکا دراکولیچ. ترجمهٔ رؤیا رضوانی. نشر گمان، ۱۳۹۳.شابک۹۷۸-۶۰۰-۹۴۰۷۲-۱-۷
- «دیدار دوباره در کافه اروپا»، نشر گمان، ترجمه‌ی سحر مرعشی و ترجمه‌ی دیگری از همین کتاب با عنوان «دیدار مجدد از کافه اروپا» از نشر مهراندیش با ترجمه‌ی پوریا حسنی. ترجمه‌ی نشر گمان در قالب شماره‌ی ۹ از مجموعه‌ی خرد و حکمت زندگی به چاپ رسیده است.
- «بالکان اکسپرس»، نشر گمان، ترجمه‌ی سونا انزابی نژاد، شماره‌ی ۲۲ از مجموعه‌ی تجربه و هنر زندگی.
- آزارشان به مورچه هم نمی‌رسید. اسلاونکا دراکولیچ. ترجمهٔ نازیلا محبی. نشر ستاک، ۱۳۹۶ شابک ۵-۹-۹۶۴۱۸-۶۰۰-۹۷۸
- راهنمای بازدید از موزه‌ی کمونیسم. اسلاونکا دراکولیچ. ترجمه‌ی بابک واحدی. نشر ماهی، ۱۳۹۶.شابک 5-289-209-964-978. نشر هنوز نیز این عنوان را با ترجمه‌ی سما قرایی و با عنوان «گشتی در موزه‌ی کمونیسم» منتشر کرده است.